# Julien Guibert
Pour les articles homonymes, voir Guibert.
Julien Guibert, né le 11 mai 1984 à Clamecy, est un homme politique français, membre du Rassemblement national et député depuis 2024.

## Biographie
Julien Guibert naît le 11 mai 1984 à Clamecy.

### Politique
Il est élu local, conseiller municipal de Clamecy, conseiller régional de Bourgogne-Franche-Comté et responsable commercial.
Membre du Front National, puis du Rassemblement national, il est notamment soutenu par le Parti de la France, mouvement politique proche des mouvances pétainistes.

#### Élections législatives de 2022
Lors des élections législatives du 19 juin 2022, Julien Guibert se présente dans la deuxième circonscription de la Nièvre. Dans une triangulaire, il échoue, perdant face au député sortant Patrice Perrot avec un écart de 105 voix.

#### Élections sénatoriales de 2023
Il est candidat aux élections sénatoriales de 2023 pour la Nièvre.

#### Élections législatives de 2024
En 2024 il se représente dans la même circonscription qu'en 2022, et le 7 juillet, il est élu député avec 54,82 % des suffrages exprimés, face à l'ancien député Christian Paul.